# Closer to the Truth
Closer to the Truth je pětadvacáté studiové album zpěvačky a herečky Cher, vydané v září roku 2013 u Warner Bros. Records.

## O albu
I když se o novém album, následníkovi po celkem úspěšné desce Living Proof (2001/2002) mluvilo už od roku 2005, Cher začala skutečně plánovat a pracovat na novém albu v roce 2011, krátce po účinkování v hudebním filmu Burlesque (2010) a po závěru jejího vystupování v Caesars Palace. Práce na albu pokračovaly i v letech 2012 a 2013. Ačkoliv bylo album původně plánované ve stylu pop-rocku (po vzoru alb Cher, Heart Of Stone a Love Hurts z let 1987 - 1991), Closer To The Truth se stalo prominentně taneční deskou. Jako výkonného producenta požádala dlouholetého spolupracovníka Marka Taylora (který se podílel na velmi úspěšném albu Believe (1998) a také o tři roky později na albu Living Proof) a o spolupráci byli také požádání (pro Cher) nová jména jako Paul Oakenfold, Billy Mann, Timbaland a MachoPsycho, aby dosáhli požadovaného zvuku Cher. Cher nazvala album jako "velmi eklektický" a "její nejlepší album vůbec".
Closer To The Truth vyšlo po několika odkladech až v září roku 2013, téměř po dvanácti letech od její poslední studiové nahrávky (jedná se o nejdelší pauzu mezi studiovými deskami Cher). Po hudební stránce se tolik neliší od jejích předchozích alb, opět se jedná hlavně o taneční album, zahrnuje však i širší škálu různých hudebních žánrů, jako je house, synthpop, EDM, soft rock, country a obsahuje vlivy hudby 90. let. Lyrické témata se většinou týkají romantiky, feminismu, individualismu a sebepodnikání. Album také obsahuje další vokály a skladatelské příspěvky od několika nových partnerů, včetně zpěváků Pink a Jake Shears.
Album získalo obecně pozitivní recenze od současných hudebních kritiků a bylo úspěšné na trhu, debutovalo a vrcholilo na třetí pozici na americkém Billboard 200 s prodejem 63 000 kopií v prvním týdnu a stal se nejsilnějším sólovým albem Cher ve Spojených státech. V únoru 2014 zde už bylo prodáno 285 000 kopií podle Nielsen SoundScan a bylo certifikováno zlatou deskou společností Music Canada. Do top10 se dostalo v Kanadě, Německu, Rusku a v UK.
Cher propagovala album několika televizníma vystoupeníma a vystoupeníma po celém světě. Také získala širokou pozornost médií, když odmítla pozvání k vystoupení na zimních olympijských hrách v roce 2014 kvůli ruským anti-LGBT náladám.
V roce 2014 vyjela na turné Dressed To Kill Tour, které však bylo kvůli nemoci Cher předčasně ukončeno.

### Singly
Z alba vzešly čtyři singly. "Woman's World" se stal pilotním singlem alba, v USA a Kanadě vyšel 18. června 2013. Ačkoliv se singl nedostal do nejdůležitějšího amerického singlového žebříčku Hot100, v klubech slavil úspěch, dostal se na 1. místo v Billboard Hot Dance/Club Songs. Druhý singl "I Hope You Find It" vyšel 4. října 2013 a umístil se především v několika evropských hitparádách. Další vydané singly byly (v pořadí): "Take It Like A Man" a "I Walk Alone".

## Seznam skladeb
| Pořadí | Název              | Autor | Délka |
| ------ | ------------------ | ----- | ----- |
| 1.     | Woman's World      |       |       |
| 2.     | Take It Like A Man |       |       |
| 3.     | My Love            |       |       |
| 4.     | Dressed To Kill    |       |       |
| 5.     | Red                |       |       |
| 6.     | Lovers Forever     |       |       |
| 7.     | I Walk Alone       |       |       |
| 8.     | Sirens             |       |       |
| 9.     | Favorite Scars     |       |       |
| 10.    | I Hope You Find It |       |       |
| 11.    | Lie To Me          |       |       |

## Umístění
| Umístění (2013) | Pozice |
| --------------- | ------ |
| USA             | 3      |
| Kanada          | 4      |
| UK              | 4      |
| Německo         | 6      |
| Rusko           | 9      |
| Rakousko        | 11     |
| Švýcarsko       | 11     |
| Austrálie       | 17     |
| Itálie          | 19     |
| Česká republika | 25     |
| Francie         | 93     |